# Leonard Peltier
Pour les articles homonymes, voir Peltier.
 (juin 2023).
La mise en forme du texte ne suit pas les recommandations de Wikipédia : il faut le « wikifier ».
Les points d'amélioration suivants sont les cas les plus fréquents. Le détail des points à revoir est peut-être précisé sur la page de discussion.
- Les titres sont pré-formatés par le logiciel. Ils ne sont ni en capitales, ni en gras.
- Le texte ne doit pas être écrit en capitales (les noms de famille non plus), ni en gras, ni en italique, ni en « petit »…
- Le gras n'est utilisé que pour surligner le titre de l'article dans l'introduction, une seule fois.
- L'italique est rarement utilisé : mots en langue étrangère, titres d'œuvres, noms de bateaux, etc.
- Les citations ne sont pas en italique mais en corps de texte normal. Elles sont entourées par des guillemets français : « et ».
- Les listes à puces sont à éviter, des paragraphes rédigés étant largement préférés. Les tableaux sont à réserver à la présentation de données structurées (résultats, etc.).
- Les appels de note de bas de page (petits chiffres en exposant, introduits par l'outil «  Source ») sont à placer entre la fin de phrase et le point final[comme ça].
- Les liens internes (vers d'autres articles de Wikipédia) sont à choisir avec parcimonie. Créez des liens vers des articles approfondissant le sujet. Les termes génériques sans rapport avec le sujet sont à éviter, ainsi que les répétitions de liens vers un même terme.
- Les liens externes sont à placer uniquement dans une section « Liens externes », à la fin de l'article. Ces liens sont à choisir avec parcimonie suivant les règles définies. Si un lien sert de source à l'article, son insertion dans le texte est à faire par les notes de bas de page.
- La présentation des références doit suivre les conventions bibliographiques. Il est recommandé d'utiliser les modèles {{Ouvrage}}, {{Chapitre}}, {{Article}}, {{Lien web}} et/ou {{Bibliographie}}. Le mode d'édition visuel peut mettre en forme automatiquement les références.
- Insérer une infobox (cadre d'informations à droite) n'est pas obligatoire pour parachever la mise en page.

Pour une aide détaillée, merci de consulter Aide:Wikification.
Si vous pensez que ces points ont été résolus, vous pouvez retirer ce bandeau et améliorer la mise en forme d'un autre article.
 (juin 2023).

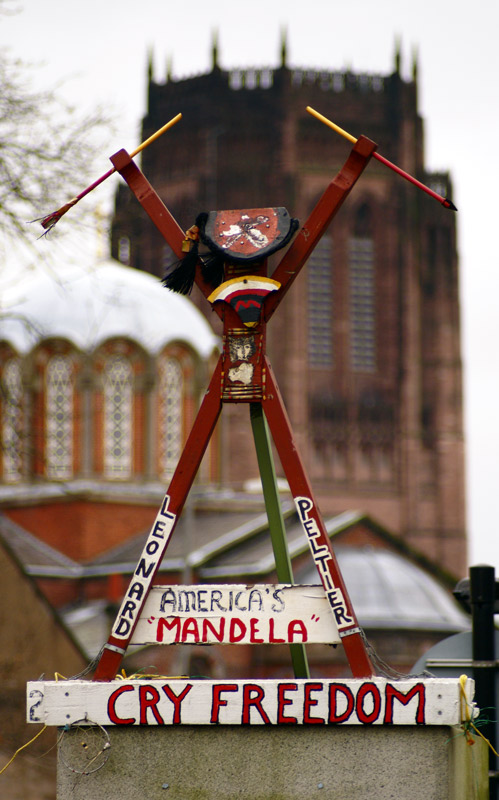
Sculpture de protestation à Liverpool.

Leonard Peltier est un militant amérindien (Native American) anishinaabe/lakota, né le 12 septembre 1944, incarcéré depuis 1976 et condamné à deux peines à perpétuité. Il est membre de l'American Indian Movement.
L'organisation Amnesty International le considère comme un prisonnier politique, qui « devrait être libéré immédiatement et sans condition ». Le 20 janvier 2025, le président démocrate Joe Biden signe un décret commuant la peine d'emprisonnement de Leonard Peltier en résidence surveillée.

## Evénements de 1975 à Pine Ridge
Le 25 juin 1975, Jack R. Coler et Ronald A. Williams, des agents spéciaux du FBI recherchant pour interrogatoire un jeune homme à la suite de l'attaque de deux ranchs, sont tués dans une fusillade impliquant une quarantaine de personnes dans la Réserve indienne de Pine Ridge dans le Dakota du Sud.

## L'affaire Leonard Peltier
On retrouve les empreintes de Leonard Peltier sur les affaires des agents tués : il devient, le 22 décembre 1975, la 335e personne à être inscrite sur la liste des dix fugitifs les plus recherchés du FBI.
La Gendarmerie royale du Canada l'arrête à Hinton, en Alberta, le 6 février 1976.
Leonard Peltier a été inculpé de l'assassinat de ces deux agents du FBI, puis condamné à deux peines consécutives de prison à perpétuité le 2 juin 1977, à Fargo, dans le Dakota du Nord. Il est incarcéré au pénitencier fédéral de Lewisburg en Pennsylvanie. Il n'a pas bénéficié de la révision de son procès.
Toutefois, ses partisans disent que :
- son arrestation et son extradition du Canada auraient été obtenues sur la présentation de dépositions, obtenues par le FBI, de Myrtle Poor Bear, une jeune femme indienne dont le témoignage sera écarté par le juge sur la base d'instabilité mentale au moment du procès de Peltier ;
- ses avocats se sont vu imposer des restrictions dans leur argumentation et n'ont pas été autorisés à présenter des témoins lors de son procès.

## Les recours

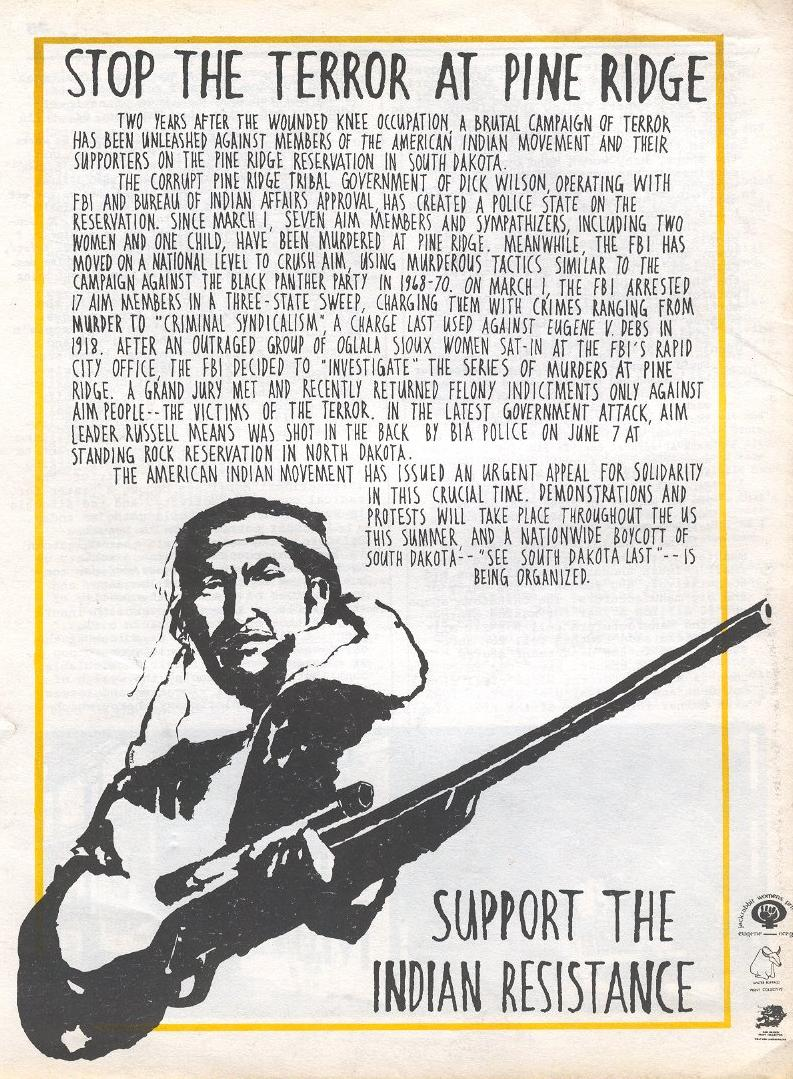
« Arrêtez la terreur à Pine Ridge ! » Article du nº 2 d'Osawatomie (printemps 1975), journal clandestin du Weather Underground, consacré à la répression de l'American Indian Movement dans la réserve amérindienne. La même année, Peltier y fut arrêté et incarcéré, accusé du meurtre de deux agents du FBI. L'article, lui, affirme que depuis le 1 mars 1975, deux ans après la révolte de Wounded Knee, sept membres ou sympathisants de l'AIM, dont deux femmes et un enfant, ont été assassinés.

Les avocats de Peltier ont déposé une nouvelle plainte dans le cadre de la Loi sur la Liberté de l’Information, pour obtenir la déclassification de plus de 170 000 pages sur cette affaire, toujours classées par le FBI et la CIA pour des raisons de « sécurité nationale ». Le but de cette action étant d’obtenir de nouvelles preuves, ce qui permettrait de ramener le cas Peltier devant différentes cours de justice. Le FBI a remis en juillet 2002 plus de 30 000 pages à la défense permettant à l'équipe légale de Peltier de travailler sur un appel devant une cour fédérale. Jusqu'à présent, le FBI retient toujours plus de 140 000 pages.
La dernière action en justice a été déposée en avril 2002, dans le cadre du droit civil américain. Leonard Peltier et ses avocats ont décidé d’attaquer le FBI pour son rôle dans cette affaire depuis 1975.
Leonard Peltier est devenu admissible à la libération conditionnelle en 1993.
Leonard Peltier a reçu un soutien massif de la part d’autres défenseurs des droits de l’homme respectés dans le monde entier, notamment Nelson Mandela, le Dalaï-Lama, Mikhaïl Gorbatchev, Mary Robinson, ancienne présidente de l’Irlande et haut-commissaire des Nations unies aux droits de l’homme, le Parlement européen, le Parlement belge, le Parlement italien, le Kennedy Memorial Center for Human Rights, Jesse Jackson, Rigoberta Menchu, sept lauréats du prix Nobel de la paix (dont l’archevêque Desmond Tutu et Shirin Ebadi), Rage Against the Machine, Pete Seeger, Carlos Santana, Harry Belafonte, Gloria Steinem et Robert Redford. Cette liste ne représente qu’une fraction du nombre total de partisans de M. Peltier. Sa libération est également fortement soutenue par les chefs tribaux élus de tous les États-Unis et par le National Congress of American Indians, qui ont adopté des résolutions demandant sa clémence et sa libération par compassion. Des millions de personnes à travers le monde réclament également la libération de Leonard Peltier.
De nombreuses pétitions, manifestations, rassemblements, actions sont organisées pour demander la libération de Leonard Peltier.
Vivienne Westwood milite activement pour sa libération à travers chaque collection sur les supports médias remis à la presse, au public de l'industrie textile et plus visiblement au cœur de ses créations. Pour la créatrice de mode, « Leonard Peltier is innocent » un slogan que l'on retrouve imprimé au fusain sur des rubans, robes, accessoires sur l'ensemble de ses créations ; c'est la seule créatrice connue à ce jour qui canalise clairement son engagement personnel pour Leonard Peltier.
A la fin de ses deux mandats présidentiels, l'ancien président Bill Clinton avait assuré qu'il « n'oublierait pas Leonard Peltier » mais ne lui a finalement pas accordé la grâce présidentielle.
Durant la première quinzaine de janvier 2009, le site américain Change.org qui promeut l'élaboration d'une liste de mesures d'urgence à soumettre au Président élu Obama classe en 12e position sa libération immédiate.
Le 8 janvier 2009, Leonard Peltier est informé de son transfert du pénitencier de Leavenworth au Kansas pour la prison de Lewisburg située en Pennsylvanie et ce dès le 12 janvier 2009. 
A partir de 2016, Leonard Peltier est enfermé au complexe correctionnel fédéral de Coleman, en Floride.
M. Reynolds est le procureur des États-Unis qui a contribué à mettre Peltier en prison dans les années 1970. Dans une lettre extraordinaire adressée à Biden en juillet 2022, Reynolds déclare qu’il s’est rendu compte au fil des ans de l’injustice du procès de Peltier et qu’il serait plus juste de le laisser rentrer chez lui.

« J’écris aujourd’hui d’une position rare pour un ancien procureur : je vous supplie de commuer la peine d’un homme que j’ai contribué à mettre derrière les barreaux. Avec le temps, et le bénéfice du recul, je me suis rendu compte que les poursuites et l’incarcération continue de M. Peltier étaient et sont injustes. Nous n’avons pas été en mesure de prouver que M. Peltier avait personnellement commis un quelconque délit sur la réserve de Pine Ridge. Je vous demande instamment de tracer une voie différente dans l’histoire des relations du gouvernement avec ses Amérindiens en faisant preuve de clémence plutôt que de continuer à faire preuve d’indifférence. Je vous demande instamment de faire un pas vers la guérison d’une blessure que j’ai contribué à créer. »

Il conclut : « Il est tout à fait approprié que l'examen de la clémence pour M. Peltier soit priorisé et accéléré, afin que M. Peltier puisse retourner dans sa famille et vivre ses dernières années parmi son peuple »,.
La secrétaire d’État à l’Intérieur, Deb Haaland, amérindienne, plaide pour la libération de Leonard Peltier lorsqu’elle était membre du Congrès américain.
En septembre 2022, le parti démocrate des États-Unis (DNC) adopte à l'unanimité une résolution exhortant Joe Biden à libérer Leonard Peltier.
La résolution démocrate stipule que Peltier, alors âgé de 77 ans, est un « candidat idéal pour la clémence » étant donné le soutien écrasant pour sa libération, les problèmes constitutionnels de procédure qui sous-tendent les poursuites contre lui, son statut de détenu âgé et le fait qu'il est un Indien d'Amérique, qui souffrent de taux plus élevés de disparités en matière de santé et de graves problèmes de santé sous-jacents.
Le 20 janvier 2025, la peine infligée à Leonard Peltier a été commuée par le président américain sortant Joe Biden, quelques minutes avant la fin de son mandat. De nombreux médias y ont fait mention,,,. 
Leonard Peltier n'a pas été gracié, ni libéré. Les charges retenues contre lui ne sont pas enlevée, mais il purgera le reste de sa peine à domicile. Selon Radio Canada, "Il sera autorisé à vivre chez lui après sa libération d'un centre de détention fédéral en Floride, le 18 février."
Dans ce même article, Leonard Peltier a déclaré : Ce sera aussi bien que la liberté, même si je dois rester à la maison. Cette déclaration a eu lieu d'une conversation téléphonique depuis la prison avec un membre du groupe de défense des droits des Autochtones NDN Collective. Le groupe a publié un enregistrement sur les réseaux sociaux.
De nombreuses personnes à travers le monde et organisations, oeuvrant pour la libération de Leonard Peltier depuis des décennies ont salué cette décision, à l'instar d'Amnesty International qui, par la voix de son directeur exécutif Amnesty International Etats-Unis, Paul O'Brian « saluons la décision du président Joe Biden de commuer la peine de réclusion à perpétuité que purgeait le militant autochtone âgé Leonard Peltier, au regard des graves préoccupations relatives aux droits humains quant à l’équité de son procès" ou du groupe de musique Rage Against The Machine. "Après l’annonce de sa libération hier, le compte officiel de Rage Against the Machine a publié sur Instagram : « La colère est un cadeau. Leonard Peltier va être libéré » selon le site Rolling Stone.
33 élus démocrates et un ancien élu (qui a travaillé autrefois avec Biden) ont signé une lettre pour demander sa grâce.
Le président du Comité Sénatorial pour les Affaires Indiennes, le sénateur Brian Schatz (Hawaii) a adressé en séance la demande au président Biden d'une grâce présidentielle pour Leonard Peltier.

## Dans la culture populaire
- cité dans les paroles de la chanson de Buffy Sainte-Marie, Bury my Heart at Wounded Knee (1992), refrain d'après un poème de Stephen Vincent Benét évoquant le massacre de Wounded Knee.
- Ya'at'eeh, chanson, Les Ramoneurs de menhirs (2010) dans l'album Amzer an dispac'h.
- Leonard Peltier, chanson de Little Steven (Steven Van Zandt) sur l'album Revolution (1989).
- Freedom, chanson du groupe Américain Rage Against the Machine dans l'album portant le nom du groupe.
- Le chanteur du même groupe, Zack de la Rocha lui a rendu hommage avant d'interpréter la chanson Bombtrack au Minnesota en avril 1993. Le speech est capturé dans les rééditions de Rage Against the Machine ou dans la version numérique de l'album.
- Leonard's song, chanson écrite et chantée par Renaud, musique d'Alain Lanty sur l'album Rouge Sang édition limitée.
- Leonard Peltier Free!, chanson du chanteur basque Fermin Muguruza sur l'album In-komunikazioa (2002).
- La créatrice de mode anglaise Vivienne Westwood a également apposé le slogan « Leonard Peltier is innocent » à certaines de ses campagnes de publicité magazine, ainsi que sur des vêtements haute couture présentés pendant ses shows à Paris.
- Le créateur de mode Christian Lacroix insère le slogan « Leonard Peltier est innocent » dans les livrets/programmes de ses shows pendant les Semaines de la Mode à Paris.
- Le groupe de musique Indiannation a nommé une de ses chansons L. Peltier Freedom Now dans l'album Red power (1994).
- Trop de choses à dire de Rockin' Squat et Taïro (2000) sur l'album Touche d'Espoir ainsi que Free Them All sur l'album Confession d'un enfant du siècle Vol.1 font référence a Leonard Peltier. En fait, le nom de Leonard Peltier est assez récurrent dans les titres de Rockin' Squat où il revendique sa libération.
- Left for Dead, texte du poète shawnee Barney Bush dédié à Leonard Peltier mis en musique par Tony Hymas figure dans le disque éponyme (1994 - réédité en 2005) produit par Jean Rochard. Il existe deux autres versions de Left for Dead dans les deux éditions de Remake of the American Dream de Tony Hymas et Barney Bush.
- Le groupe de musique punk Tagada Jones, album Virus, 1999, Léonard.p.
- Le rappeur Médine fait référence à Leonard Peltier dans le titre Self Defense issu de l'album Arabian Panther.
- Mósa Wòsa, roman de science-fiction de Nathalie Le Gendre, est dédié à Leonard Peltier.
- Leonard Peltier in a Cage, piste nº 14 de l'album Tricks of the Shade du groupe de rap américain The Goats, contient un dialogue fictif entre Leonard Peltier et le personnage héros de l'album.
- L'écrivain Serge Pey lui rend hommage dans Lettre à Barack Obama dans le langage des indiens des plaines pour la libération de Léonard Peltier (éditions Gruppen), Ne sois pas un poète sois un corbeau (édition Dernier Télégramme), et Un jour de plus pour Leonard Peltier (AHUC, éditions Flammarion).
- Peltier est une chanson du groupe Norm Rejection sur l'album The Radical Underground (2014).
- L'écrivain Roger Martin, spécialiste des États-Unis, auteur de Jusqu'à ce que mort s'ensuive (Cherche Midi et Pocket) évoque à plusieurs reprises l'American Indian Movement et Léonard Peltier dans l'épisode 8 de sa série de bande dessinée Amerikkka, Les Milices du Montana (E.P. Éditions).
- Wounded Knee 73, chanson de Satan Jokers, paroles Pierre Guiraud.
- Paul Winter Consort et John-Carlos Perea enregistrent le chant Comanche Witchi Tai To (2016) dans la vague de requêtes au président Obama pour la libération de Léonard Peltier.
- res turner (rappeur végane), dans son album de 2016 Ouvrez les cages dont, le titre où il cite Léonard Peltier, porte le même nom.
- Skalpel, sur l'album Légitime défense, évoque Léonard Peltier dans le titre Mémoires des luttes: Chapitre 1.
- Le compositeur Robbie Robertson utilise la voix de Leonard Peltier dans le titre Sacrifice sur l'album Contact from the Underworld of Redboy (1998).

## Publications
- Écrits de prison de Leonard Peltier, traduit en français Publié aux éditions Albin Michel qui ont pris l'engagement de reverser tous les bénéfices des ventes de l'ouvrage à son comité de défense (Kansas, États-Unis) afin de soutenir la campagne pour sa libération.

### Filmographie (vidéo)
- Incident à Oglala, documentaire sur le cas Peltier, réalisé par Michael Apted et Robert Redford (1992)
- L’Esprit de Crazy Horse, documentaire sur la lutte des Lakota, la création de l’AIM et l’affaire Peltier, réalisé par Michel Dubois et Michael McKiernan (1990)
- Cœur de tonnerre (Thunderheart) (1992) est un film de fiction de Michael Apted, en partie basé sur le cas de Peltier mais sans prétention à l'exactitude.